# Sigurd (opera)

Affisch till Sigurd, 1880-talet.

Sigurd är en opera i fyra akter med musik av Ernest Reyer och libretto av Camille du Locle och Alfred Blau.

## Historia
Sigurd är en mytologisk grand opéra fylld av romantiska tongångar. Handlingen innefattar grovt räknat händelserna i sista scenen av Richard Wagners Siegfried och Ragnarök. Sista akten skrevs kort före premiären och hela operan tillkom oberoende av Wagner, ja till och med innan Wagner hade publicerat texten till sina operor. Reyer försökte få sin opera uppförd på Parisoperan men fick avslag. Till sist hade operan premiär den 7 januari 1884 på De Munt i Bryssel.

## Personer
- Sigurd, Frankisk hjälte (tenor)
- Gunther, Burgundernas kung (baryton)
- Hagen, krigare och Gunthers medföljare (bas)
- Brunehild, drottning av Island (sopran)
- Hilda, Gunthers syster (mezzosopran)
- Uta, Hildas amma (mezzosopran)
- Odins överstepräst (baryton)
- Rudiger (baryton)
- Irnfrid (tenor)
- Hawart (baryton)
- Ramunc (bas)
- Barden (bas)

## Handling
Odins olydiga dotter Brunehild väcks ur sin magiska sömn av hjälten Sigurd utklädd till Gunther. Gunther planerar att gifta sig med henne men hon och Sigurd förälskar sig i varandra. Efter att Gunther har dödat Sigurd dör Brunehild av sorg. Gunthers syster Hilda som i hemlighet älskade Sigurd skickar bud efter en avlägsen friare, Attila, för att kräva hennes hand och ta över Gunthers kungarike.